# إيستون (كامبريدجشير)
إيستون (بالإنجليزية: Easton, Cambridgeshire)‏ هي قرية وأبرشية مدنية تقع في المملكة المتحدة في كامبريدجشير.